# Abdullah Musa
Abdullah Musa Abdullah (arab. عبدالله موسى عبدالله) (ur. 2 marca 1958) – emiracki piłkarz grający na pozycji bramkarza.

## Kariera klubowa
W czasie swojej kariery piłkarskiej Musa grał w Al-Ahli Dubaj.

## Kariera reprezentacyjna
Z reprezentacją ZEA uczestniczył w Mistrzostwach Świata w 1990 we Włoszech, jednakże nie wystąpił w żadnym meczu.